# L'Innocence perdue
Pour plus de détails, voir Fiche technique et Distribution.
L'Innocence perdue (She Cried No) est un téléfilm américain réalisé par Bethany Rooney et diffusé le 23 septembre 1996 à NBC.

## Synopsis
Une jeune fille fraîchement arrivée à l'université est violée par un ami de son frère lors d'un soirée étudiante. Elle mène alors un long combat contre l'indifférence générale pour faire condamner son agresseur.

## Fiche technique
- Titre original : She Cried No
- Réalisation : Bethany Rooney
- Scénario : Kathleen Rowell
- Musique : Lee Holdridge
- Durée : 95 minutes
- Pays :  États-Unis

## Distribution
- Candace Cameron Bure : Melissa Connell
- Mark-Paul Gosselaar : Scott Baker
- Jenna von Oÿ : Jordan McCann
- Brandon Douglas : Michael Connell
- Nikki Cox : Kellie Salter
- Ray Baker : Mark Baker
- Hillary Danner : Holly Essex
- Kristoffer Ryan Winters : Leland
- Jennifer Greenhut : Courtney
- Lawrence Pressman : Edward Connell
- Bess Armstrong : Denise Connell
- Julie St. Claire : Lauren
- Nick Paonessa : Nick